# Антитромбоцитарні препарати
Антитромбоцитарні препарати (антиагрегантні препарати, антиагреганти), відомі також як інгібітори тромбоцитарної аглютинації або інгібітори агрегації тромбоцитів, входять до класу фармацевтичних препаратів, які знижують агрегацію тромбоцитів та гальмують утворення тромбів. Ефективні в артеріальному кровообігу, де антикоагулянти мають незначну дію. Широко застосовуються при первинній та вторинній профілактиці тромботичних мозкових та серцево-судинних захворювань.
Антитромбоцитарна терапія одним або декількома з цих препаратів знижує здатність до утворення згустків крові, втручаючись у процес активації тромбоцитів при первинному гемостазі. Антитромбоцитарні препарати можуть зворотно чи незворотно пригнічувати процес активації тромбоцитів, що призводить до зниження схильності тромбоцитів прилипати один до одного та до пошкодженого ендотелію судин.

## Класифікація
Фармакотерапевтична група: B01A C — Антиагреганти.
- Незворотні інгібітори  циклооксигенази
- Інгібітори рецепторів аденозиндифосфату[en] (АДФ)
- Інгібітори фосфодіестерази
- Антагоністи протеаз-активованого рецептора[en]-1 (PAR-1)
- Інгібітори глікопротеїну IIB/IIIA (лише для внутрішньовенного введення)
- Інгібітори зворотного захоплення аденозину
- Інгібітори тромбоксану:
  - інгібітори синтази тромбоксану
  - антагоністи рецепторів тромбоксану

## Вибір
Антитромбоцитарні ліки є однією з основних рекомендацій для лікування як стабільної , так і нестабільної  ішемічної хвороби серця. Аспірин найчастіше використовується як монопрепарат у випадках неускладненої стабільної стенокардії та в деяких випадках нестабільної стенокардії. Якщо пацієнт не переносить аспірин, в якості монотерапії можуть бути використані інгібітори ADP/P2Y. Більш важкі та складні випадки лікуються подвійною антитромбоцитарною терапією або в деяких випадках потрійною терапією, яка включає прямі пероральні антикоагулянти.  Клініцисти повинні зробити вибір, який збалансує ризик для пацієнта з підвищеним ризиком кровотечі, пов’язаним із комбінованою терапією.  

## Перелік
До класу антитромбоцитарних препаратів належать:
- Незворотні інгібітори циклооксигенази:
  - Аспірин; комбінації
  - Трифлузал (B01A C18 Трифлусал, Дісгрен)
- Інгібітори рецепторів аденозиндифосфату:
  - Кенгрел[en]
  - Клопідогрель (Клопідогрел, Плавікс); комбінації
  - Прасугрель (B01A C22 Празугрел, Еффієнт, САГРАДА®)
  - Тікагрелор (Брилінта)
  - Тиклопідин (Тиклід)
- Інгібітори фосфодіестерази:
  - Цилостазол (B01A C23 Цілостазол, Плетаал, ЕНДАСТАЗОЛ, КЛАУДІЕКС, КРУРОВІТ, ПЛЕСТАЗОЛ, ПЛЕТОЛ)
- Антагоністи протеаз-активованого рецептора-1 (PAR-1) 
  - Ворапаксар[en] (Зонтівіти)
- Інгібітори глікопротеїну IIB/IIIA (лише для внутрішньовенного введення) 
  - Абциксимаб[en] (ReoPro)
  - Ептифібатид (Integrilin)
  - Тирофібан[en] (Aggrastat)
- Інгібітори зворотного захоплення аденозину:
  - Дипіридамол (Persantine)
- Інгібітори тромбоксану:
  - Ілопрост
  - Інгібітори синтази тромбоксану
  - Антагоністи рецепторів тромбоксану 
    - Терутробан[en]

## Використання

### Профілактика та лікування артеріального тромбозу
Профілактика та лікування артеріального тромбозу є важливими для пацієнтів із певними медичними станами, які мають ризик тромбозу, що може призвести до катастрофічних наслідків, такі як інфаркт міокарда, легенева емболія або інсульт.
Потребують застосування антитромбоцитарних препаратів пацієнти з інсультом з фібриляцією передсердь або без нього, при будь-якій операції на серці (особливо протезування серцевого клапана), з ішемічною хворобою серця, такою як стабільна стенокардія, нестабільна стенокардія та інфаркт, пацієнти із коронарним стентом, із захворюваннями периферичних артерій та апікальними/шлуночковими/пристінковими (муральними) тромбами.
Лікування встановленого артеріального тромбозу включає використання антитромбоцитарних препаратів та тромболітичну терапію. Антитромбоцитарні препарати змінюють активацію тромбоцитів у місці ураження судин, що має вирішальне значення для розвитку артеріального тромбозу.
- Аспірин і Трифлусал незворотно пригнічують фермент ЦОГ, внаслідок чого знижується тромбоцитарна продукція тромбоксану (Тромбоксан А2) — потужного судинозвужувального засобу, що знижує циклічний АМФ й ініціює тромбоцитарну реакцію вивільнення).
- Дипіридамол інгібує фосфодіестеразу тромбоцитів, спричиняючи збільшення концентрацію циклічного АМФ з посиленням дії простацикліну (PGI2), що протидіє TXA2
- Клопідогрель впливає на АДФ-залежну активацію комплексу IIb/IIIa
- Антагоністи рецепторів глікопротеїну IIb/IIIa блокують тромбоцитарні рецептори до фібриногену та фактора фон Віллебранда. Виділяють 3 класи:
  - Мишачолюдські химерні антитіла (наприклад, абциксимаб)
  - Синтетичні пептиди (наприклад, ептифібатид)
  - Синтетичні непептиди (наприклад, тирофібан)
- Епопростенол — простациклін, який застосовується для пригнічення агрегації тромбоцитів під час ниркового діалізу (з гепарином або без нього), а також при первинній легеневій гіпертензії.

Тромболітичну терапію застосовують при інфаркті міокарда, інфаркті головного мозку, а в деяких випадках і при масовій легеневій емболії. Основний ризик — кровотеча. Лікування не слід проводити пацієнтам, які недавно перенесли кровотечі, мають неконтрольовану гіпертонію або геморагічний інсульт, перенесли хірургічне втручання чи інші інвазивні процедури протягом попередніх 10 днів.
- Стрептокіназа утворює комплекс із плазміногеном, внаслідок чого відбувається конформаційна зміна, яка активує інші молекули плазміногену для утворення плазміну. Урокіназа, стрептокіназа та аністреплаза є фібрин неспецифічними тромболітиками, а Ретеплаза - фібрин специфічний тромболітик.
- Активатори плазміногену (аПА), активатори плазміногену тканинного типу (альтеплаза, тенектеплаза) виробляються за технологією рекомбінації.

## Ведення в періопераційний період
Розглядаючи можливість застосування антиагрегантів у періопераційному періоді, слід враховувати ризик утворення тромбу після припинення приймання ліків проти ризику кровотечі під час операції або після неї, якщо лікування буде продовжено (співвідношення ризик/користь).
- У пацієнтів із чутливими до часу захворюваннями (визначеними в керівництві ACC/AHA 2014 року як такі, що потребують втручання протягом 2-6 тижнів), англ. DAPT може бути припинено через три місяці (90 днів) після встановлення коронарного стента, якщо відкладання операції більше не призводить до значного погіршення. Приклади таких типів операцій включають деякі онкологічні операції і, можливо, деякі ортопедичні операції (планове/невідкладне лікування переломів). Пацієнтам з плановими операціями DAPT слід продовжувати протягом 6-12 місяців.
- Використання металевих стентів без покриття вимагає принаймні одного місяця DAPT
- У пацієнтів з балонною ангіопластикою в передопераційному періоді операція може бути проведена через два тижні після процедури.
- АКШ: Пацієнтам можна проводити операцію, як тільки вони одужають після встановлення шунта коронарної артерії і їм не потрібно спеціального часу на DAPT

## Стоматологічне ведення пацієнтів, які отримують антитромбоцитарну терапію
Стоматологи повинні знати про ризик тривалої кровотечі у пацієнтів, які приймають антитромбоцитарні препарати, плануючи стоматологічні процедури, які можуть її викликати. Тому стоматологам важливо знати, як оцінити ризик кровотечі пацієнта та як ними керувати.

### Оцінка ризику кровотечі
Визначення ймовірності та ризику стоматологічного лікування, що спричиняє ускладнення кровотечі.
| Стоматологічні процедури навряд чи можуть викликати кровотечу           | Стоматологічні процедури з низьким ризиком післяопераційних ускладнень кровотечі | Стоматологічні процедури з високим ризиком післяопераційних ускладнень кровотечі |
| Місцева анестезія за допомогою аспіраційного шприца та вазоконстриктора | Прості видалення до 3 зубів з обмеженим розміром рани                            | Екстракції, що включають операцію, велику рану або більше 3 зубів одночасно      |
| Основне періодонтальне обстеження (BPE)                                 | Розріз і дренаж внутрішньооральних набряків                                      | Процедури підняття клаптю                                                        |
| Видалення над'ясневого наліту, каменю, плям                             | Шестибальне повне періодонтальне обстеження                                      | Відновлення ясен                                                                 |
| Пряма або непряма над'яснева реставрація                                | Очищення кореневої поверхні та під'ясневе розширення                             | Біопсії                                                                          |
| Ортоградна ендодонтія                                                   | Прямі або непрямі під'ясневі реставрації                                         |                                                                                  |
| Протезні процедури                                                      |                                                                                  |                                                                                  |
| Монтаж та налагодження ортодонтичних приладів.                          |                                                                                  |                                                                                  |

## Токсичність ліків
На ефект антитромбоцитарних препаратів можуть впливати ліки, які приймає пацієнт, поточний стан його здоров'я, їжа та вжиті добавки. Ефект антитромбоцитарних препаратів може бути посилений або зменшений.
Збільшення антитромбоцитарного ефекту збільшить ризик кровотечі і призведе до тривалої або надмірної кровотечі.
Зниження антитромбоцитарного ефекту зменшує ризик кровотечі та потенційно збільшує ризик тромбоемболії.
Токсичність ліків також може посилюватися при застосуванні декількох антитромбоцитарних препаратів. Шлунково-кишкова кровотеча — частий побічний ефект, який спостерігають у багатьох пацієнтів.

### Ліки
Ліки, які можуть посилити антитромбоцитарну дію:
- НПЗЗ (наприклад: Аспірин, Ібупрофен, Диклофенак, Напроксен)
- Цитотоксичні препарати або препарати, пов'язані з супресією кісткового мозку (наприклад: Лефлунамід, Гідрохлорохін, Адалімумаб, Інфліксимаб, Етанерцепт, Сульфасалазин, Пеніциламін, Золто, Метотрексат, Азатіоприн, Мікофенолат)
- Інші антикоагулянти або антитромбоцитарні препарати
- Препарати, що впливають на нервову систему, наприклад: селективні інгібітори зворотного захоплення серотоніну (SSRI)

Ліки, які можуть зменшити ефект протиагрегантних препаратів:
- Карбамазепін
- Еритроміцин
- Флуконазол
- Омепразол

Не слід рекомендувати використання НПЗЗ як частину стоматологічного лікування пацієнтів із судинними захворюваннями, оскільки НПЗЗ мають антитромбоцитарну дію. Натомість прості анальгетики, такі як Парацетамол, повинні бути першим вибором. Якщо потрібні НПЗЗ, стоматолог повинен знати про ризик кровотечі та мінімізувати тривалість лікування.

### Медичні стани
Медичні стани, які можуть посилити ефект від тромбоцитарних препаратів:
Хронічна ниркова недостатність, захворювання печінки, гематологічні злоякісні захворювання, нещодавня або поточна хіміотерапія, запущена серцева недостатність, легкі форми спадкових порушень кровотечі (наприклад, гемофілія, хвороба Фон Віллебранда) та ідіопатична тромбоцитопенічна пурпура.

### Їжа та добавки
Їжа та добавки, які можуть посилити ефект протиагрегантних препаратів:
Звіробій, Гінкго білоба, часник

## Пероральні антитромбоцитарні препарати, наявні в Україні
| МНН                      | Торговельне найменування                                                      |
| Ацетилсаліцилова кислота | Аспірин, Лоспирин, Ацекор комбіновані: Фармадол, Аскофен, Аскопар, Цитрамон   |
| Клопідогрель             | Плавікс, Тромбонет, Атерокард, Плагрил, Лопирел, Авікс, Зилт, Клодія, Клорело |
| Дипіридамол              | Діапірид, Дрисентин, Корлекс, Курантил                                        |
| Прасугрель               | Еффієнт                                                                       |
| Тікагрелор               | Брилінта                                                                      |

## Дивитися також
- Антикоагулянти
- Тромболітична терапія